# 着付け

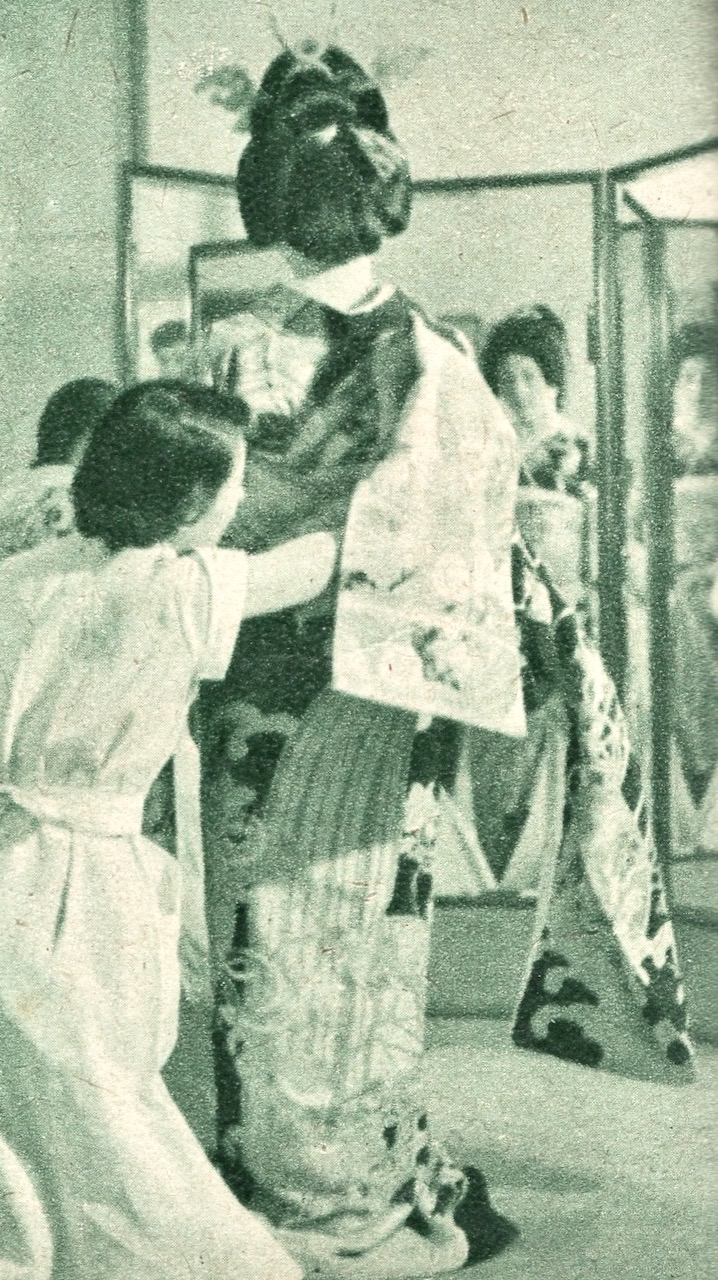
1950年代の美容院での花嫁衣装の着付けの様子

着付け（きつけ）とは、和服を美しい着姿に着せ付けること、または着ること。

## 着付けを業務とする業種
日常着としての着物は本来自分で着付けるものであるが、振袖や花嫁衣装など特殊な着付けを要する場合は、一人で着付けることは容易ではないため、他者に着せ付けることを業務とする職業が存在する。
着付けの専門的な技能を持つ人を着付師という。着付師による着付けは美容院で行われることが多く、「着付け技能士」という国家資格がある。
祇園などの花街では、舞妓や芸妓の着付けを行う男衆（おとこし）という専門職がある。特に舞妓の帯を締める場合、かなりの腕力を必要とするため、男性が着付けをするのが慣例となっており、花街における数少ない男性の働き手である。

## 時代による変遷

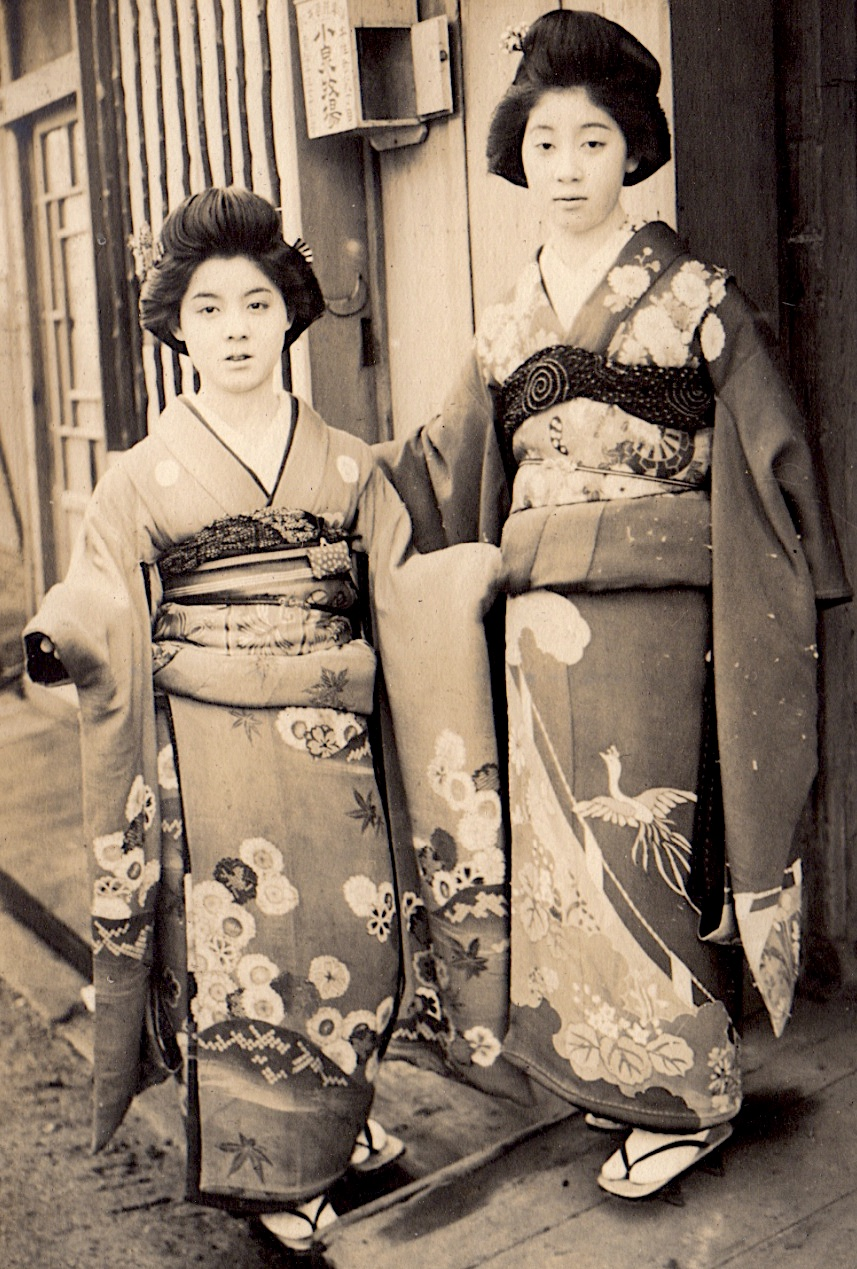
大正時代（1915年頃）の晴れ着の着付け。広い衿合わせで半衿を広く見せ、帯は胸高で、おはしょりは無造作に作ってある。この頃は細い帯締めを斜めにあしらった着姿が多くみられる

### 普段着として
明治以降の社会の変容に伴って、着物にも、礼服ほどの格式を必要としない「気軽な外出着」という需要が生まれた。このための女性用の帯も、重量があって扱いにくい「織り」の丸帯や袋帯から、手軽な「染め」の帯や昼夜帯など、より簡便なものが多く用いられるようになり、また、大正中期に名古屋帯が発明されたため、お太鼓などの結び方にも新しい手法が生まれた。
また、大正時代以降は、男女とも「長着が普段ものでも羽織を着れば礼服扱い」となり、日常的に羽織が用いられるようになる。

### 洋装の影響

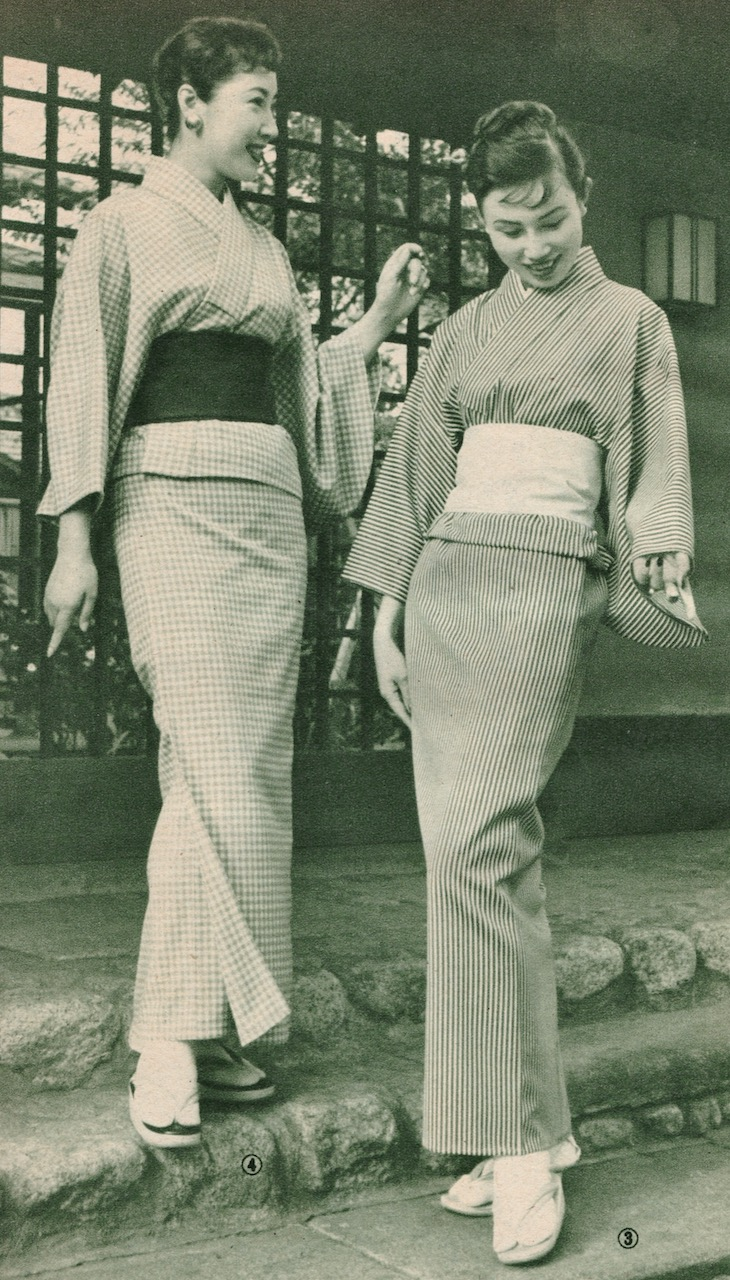
1957年（昭和32年）のウールきもの。曲線的なラインを出した着付け

大正から昭和初期には、広まり始めた洋装の美意識が着物の着付けにも取り入れられ、洋装のバランスを模して、帯を極端に腰高に締め、下半身をすらりと長く見せる着付けが流行した。
昭和25年頃から昭和30年代前半（1950年代）には、既に洋服を着慣れていた女性たちに向けて、ブラジャーやコルセット・スリップなどの洋服の下着を付け、あえて体の線を強調する着付けが盛んに提唱された。これに伴って、従来は腰骨の位置で締めるものであった腰紐を、洋式にウエストの位置で締めることが推奨された。肌襦袢や長襦袢など、従来の和装用下着をすっかり省いて着付けを簡便にすることも提唱された。

### 現代
昭和30年代後半以降（1960年代以降）は、洋服が一般的な日常着となり、着物は、礼装や晴れ着などとして特別な機会にのみ着るものとなった。日常生活の中から和装が姿を消し、着付け方法はおろか、和服全般についての家庭内での自然な伝承が途絶したため、「着物の着方」を、着物に詳しい者に一から教わる必要が生じたのである。
こうした、日常生活に必須ではない「教養としての着付け」では、現在まで続く「体のラインを隠すように直線的に着る」という、「洋服にはない、着物ならではの着姿」が推奨されるようになった。腰紐の位置も洋式のウエスト締めから腰骨締めに戻り、「凹凸のない、ずんどうの着物体型」が良しとされて、和装ブラジャーやタオル等による体型補正が生まれた。
こうして着付けは「型を守って行う」ものとなり、着物自体も、気軽には手を出せない難しいものとみなされるようになって、ますます日常生活から離れることとなった。
その後、1990年代以降のアンティーク着物ブームによって「ふだん着物」が見直されて以降は、こうした堅苦しい着付け作法に異を唱え、自由に楽に着ようという動きも生まれている。一方、昭和40年代に確立した「正しい着付け」のみを是とし、街中で通りすがりの和装女性に着付けの難を指摘したり直したりする、いわゆる「着物警察」と呼ばれる年配女性も存在し、着物を愛好する者同士のあいだにも派閥や軋轢が生まれている。

## 着付けの手順
着付師によるものでなく「一人で着る」場合の、現代の標準的な例を示す。

### 女性
- 着る前の準備

  - 長襦袢、もしくは半襦袢[注釈 6]の衿に半衿を縫いつけておく。近年では専用の両面テープを使う場合もある。
  - 好みで半衿の中に衿芯を差し込む。
  - 和装用ブラジャーや肌襦袢、裾除け（蹴出し）などの肌着を着て、必要に応じてタオルなどで体型補正する。
  - 足袋を履く。

- 長襦袢を着て衣紋を抜き、腰紐で締める[注釈 7]。
  - 長襦袢・長着・羽織のいずれも、洋服を着るときのように勢いよく羽織って袖を通すのではなく、下から静かに袖を通す。これは、和服の袖付けは洋服よりも一部分に力がかかりやすく破損しやすいためである。

長着の衣紋を抜き、おはしょりを作っているところ

- 長着を右前に打ち合わせて腰骨のあたりで腰紐を締め、おはしょりを整え、襦袢の衿に合わせて衣紋を抜く。衿合わせを整え、身八ツ口から手を入れて再びおはしょりを整え、伊達締めで締める。
  - 打ち合わせの深さや衿合わせの角度、衣紋の抜き具合、褄先の上がり具合などは、TPOや年代、好みなどに応じて調整する。茶道などの座礼の場合は、剣先が後ろに回るくらい深く打ち合わせるのが良いとされている。体型ときものの幅が合わない場合は、打ち合わせの深さで調整する。身長と着物の身丈が合わない場合はおはしょりの長さで調整し、おはしょりが作れない場合は対丈（おはしょりを作らない）で着る。

- 名古屋帯、袋帯、半幅帯など、好みやTPOに応じた帯を締める。帯の種類や結び方によっては帯枕・帯揚げ・帯締めを用いる[注釈 8]。

- 必要や好みに応じて羽織を着る[注釈 9]。
  - 羽織を着ない、長着と帯だけの姿は「帯付き」ともいい（男性の場合は「着流し」とも）、男女ともに、場によっては非礼とされることもある。

### 男性
おはしょりを作らず対丈で着ること以外は女性とほぼ同じであるが、長襦袢と長着とを、着る前に重ね合わせていっぺんに羽織る「一つ前」という着方もある。

### 子供

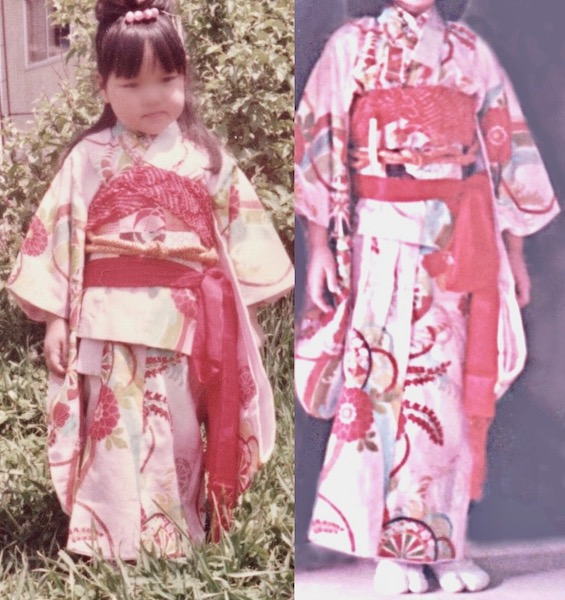
腰揚げ・肩揚げの調節により、同じ着物を3歳時と6歳時に着た例

6歳くらいまでの子供用の着物には、一般的に肩揚げと腰揚げがしてある。肩揚げは、肩の部分で布を折り畳んで縫い止め、袖口までの長さを体に合わせて調整するもの。腰揚げも同様に腰の部分で総丈を調整するもので、一見おはしょりに似ているが、着用時に作るおはしょりとは違い、縫い止めて形作ってある。
着付けを容易にするため、長着や襦袢には打ち合わせのための紐をつけておくことが多い。

## 着物の手入れ

### 畳み方
本畳み衽同士を合わせ、ずらしながら背中心で半身に畳む。一般的に正式な畳み方とされている。
夜着畳み礼装用の着物などで刺繍や箔などが施されている場合、本畳みでその部分に折り目が付いてしまうことを避けるための畳み方。
絵羽畳み「仮仕立て」「仮絵羽」と呼ばれる仮縫い状態の着物のための畳み方。
肩畳み衣桁などに仮に掛けたり、一時的に畳んでおく場合の畳み方。背中心から折り込んで衿が肩の方を向く畳み方で、洋服の畳み方に似ている。なお、この畳み方を本畳みであるとする専門家もいる。
袖畳み日常着などを仮に畳んでおく場合の畳み方。
長襦袢や羽織などは、長着とは別に、それぞれに応じた畳み方がある。

### 洗濯
着物の洗濯は、伝統的には、すべてほどいてパーツに分解して洗う「洗い張り」で行う。洗い張りのあとは元の形に仕立て直すが、この際に寸法を変えたり、傷んだ部分を目立たない場所に置き換える「繰り回し」を行うこともある。
現代の家庭においてこの方法で着物を洗濯し、なおかつ縫い直すことは困難であるため、専門業者である「悉皆屋」に依頼するものとなっている。近年では、着物の形のまま丸洗いするクリーニングもあり、これは洗い張りよりも安価で済む。
木綿やウールなどで仕立てられた普段着は、家庭で容易に洗濯できるものが多い。また、正絹に風合いを似せた、ポリエステルなど化繊製の「洗える着物」（「通常の洗濯方法で洗える」の意）も増えている。

## 右前(右衽)と左前(左衽)

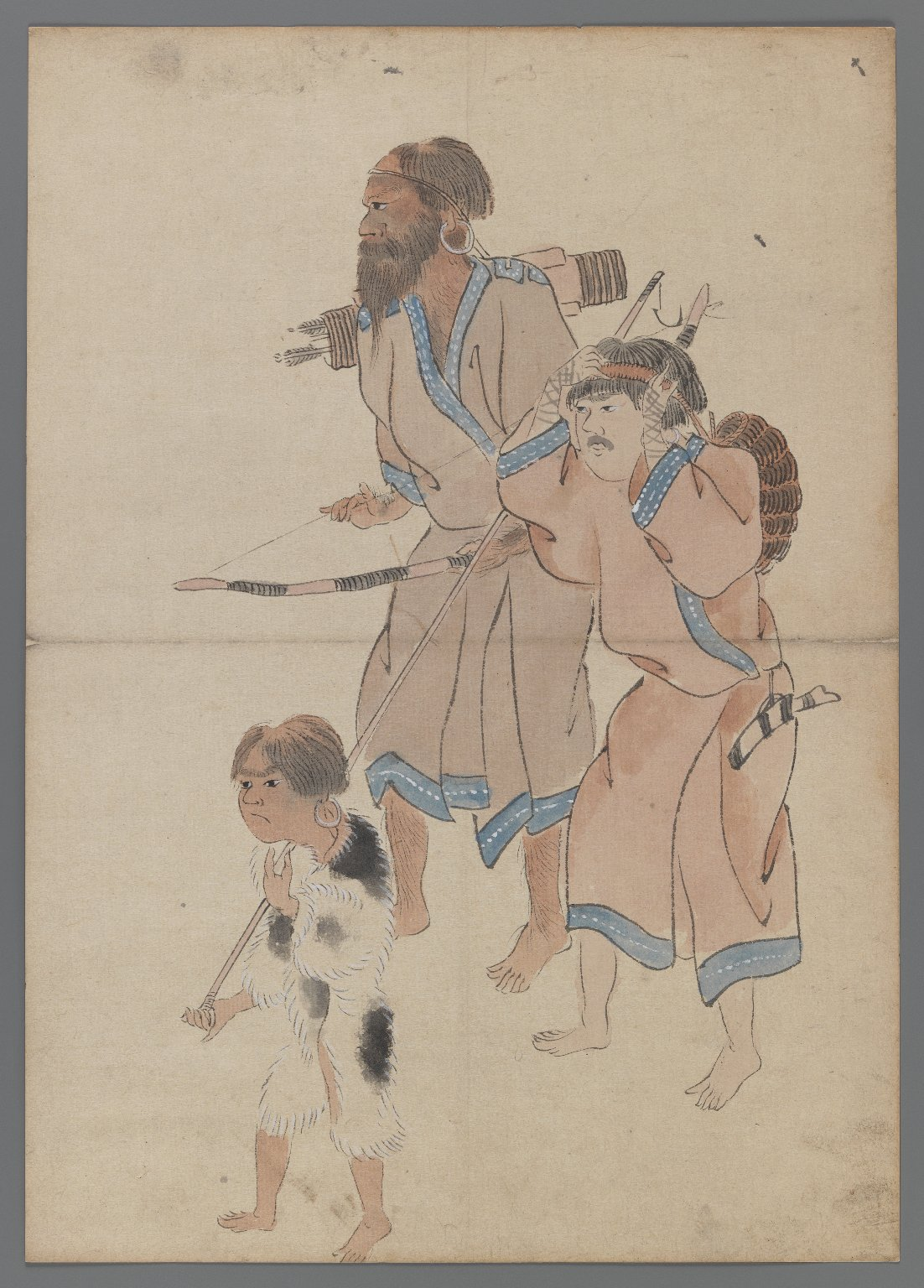
アイヌの狩人を描いたアイヌ絵。弓を持った人物は左前に着ている

着物を着る際、手を袖に通した後、右の衽（おくみ）を体に付けてから左の衽をそれに重ねる。このことを「右衽(うじん)」という。右の衽が自分から見て左の衽よりも手前側に来ることから、「右前（みぎまえ）」とも呼ぶ。
死者に死に装束を着せる場合、通常と反対に「左前」（ひだりまえ）に着せるため、左前は不吉とされる。これは「死後の世界はこの世とは反対になる」という思想があるためであるといわれている。
日本で着物をなぜ右前にするのか、またいつから右前にするようになったのかについては、諸説がある。
人型埴輪には右前と左前が混在しており、飛鳥時代までは両方あったと推測されている。
文武天皇は唐の風俗や制度を多く受け入れ、服装に関しても唐に習い大宝元年（701年）には律令「養老の衣服令」を発布し、礼服を右前に統一させた。また719年には身分を問わず右前とする令が下された。
日本では平安時代には右前が浸透したとされている。
中国で左前にすることが嫌われたのは「蛮族の風習であるため」とされたが、この蛮族というのは北方に住む遊牧民のことで、彼らは狩猟を主な生活として行う上で弓を射やすいという理由で左前に着ていた。農耕民である漢民族とは全く違う暮らしをし、しばしば農耕民に対する略奪を行っていた遊牧民は、中国の古代王朝にとっては野蛮で恐るべき存在であり、これと一線を画することを決定したという説がある。それまでは中国でも左前に着ていた時期が存在する。
この他にも、一般的に右利きが多く、右手で刀を抜きやすいように腰の左側に刀を差すことが多いため、刀を鞘から抜こうとするとき、抜こうとした刀が衿に引っかかってしまうことがないように、右前に着るようになったという説もある。
弓による狩猟を行っていたアイヌ民族の衣装も本来左前であるが、現在は和服の作法に倣った右前としている。